# 시베쓰시
시베쓰시(일본어: 士別市, 아이누어: Sipet)는 일본 홋카이도 가미카와 종합진흥국 관내에 있는 시이다. 마지막 둔전병 마을이고 농업 생산지로 성장했다. 시베쓰역 부근에는 농업 창고가 있고 지금도 사용되고 있다.

## 지리
중심 시가지는 나요로 분지의 남부, 데시오강과 겐부치강의 합류점 부근에 있다. 동부는 기타미 산지, 서부의 온네베쓰 지구는 데시오 산지에서 계속되는 산지를 이룬다. 동부에 있는 이와오나이호는 데시오강의 최상류이다.

## 역사
아이누어의 시펫(커다란 강)에서 지명이 유래했다.
- 1902년 - 시베쓰촌이 탄생했다.
- 1915년 - 정으로 승격해 시베쓰정이 되었다.
- 1954년 7월 1일 - 시베쓰정, 가미시베쓰촌, 다요로촌, 온네베츠촌이 합병하며 시로 승격해 시베쓰시가 탄생했다.
- 2005년 9월 1일 - 시베쓰시와 아사히정이 신설 합병해 새로운 시베쓰시가 되었다.

## 산업
다이쇼 시대에는 전분 제조, 쇼와 시대 초기부터는 제당으로 알려졌고 현재도 사탕무 공장이 있어 주요 산업이 되고 있다. 제1차 산업이 주된 산업이며 농업, 임업, 축산업이 경제의 핵심을 담당하고 있다.

## 교통

### 철도
- 홋카이도 여객철도 소야 본선

### 도로
- 홋카이도 자동차도
- 국도 40호선
- 국도 239호선

## 기후
| 시베쓰시의 기후                                              | 시베쓰시의 기후 | 시베쓰시의 기후 | 시베쓰시의 기후 | 시베쓰시의 기후 | 시베쓰시의 기후 | 시베쓰시의 기후 | 시베쓰시의 기후 | 시베쓰시의 기후 | 시베쓰시의 기후 | 시베쓰시의 기후 | 시베쓰시의 기후 | 시베쓰시의 기후 | 시베쓰시의 기후 |
| 월                                                           | 1월             | 2월             | 3월             | 4월             | 5월             | 6월             | 7월             | 8월             | 9월             | 10월            | 11월            | 12월            | 연간            |
| ------------------------------------------------------------ | --------------- | --------------- | --------------- | --------------- | --------------- | --------------- | --------------- | --------------- | --------------- | --------------- | --------------- | --------------- | --------------- |
| 역대 최고 기온 °C (°F)                                       | 6.8 (44.2)      | 11.0 (51.8)     | 13.6 (56.5)     | 25.8 (78.4)     | 32.8 (91.0)     | 36.3 (97.3)     | 36.2 (97.2)     | 37.0 (98.6)     | 31.8 (89.2)     | 25.6 (78.1)     | 19.9 (67.8)     | 11.1 (52.0)     | 37.0 (98.6)     |
| 일평균 최고 기온 °C (°F)                                     | −4.3 (24.3)     | −2.8 (27.0)     | 1.9 (35.4)      | 9.5 (49.1)      | 17.5 (63.5)     | 22.0 (71.6)     | 25.4 (77.7)     | 25.6 (78.1)     | 21.2 (70.2)     | 14.1 (57.4)     | 5.4 (41.7)      | −1.8 (28.8)     | 11.1 (52.1)     |
| 일일 평균 기온 °C (°F)                                       | −8.5 (16.7)     | −7.7 (18.1)     | −2.8 (27.0)     | 4.2 (39.6)      | 11.2 (52.2)     | 15.8 (60.4)     | 19.7 (67.5)     | 20.1 (68.2)     | 15.5 (59.9)     | 8.8 (47.8)      | 1.7 (35.1)      | −5.2 (22.6)     | 6.1 (42.9)      |
| 일평균 최저 기온 °C (°F)                                     | −14.5 (5.9)     | −14.2 (6.4)     | −8.5 (16.7)     | −0.9 (30.4)     | 5.2 (41.4)      | 10.5 (50.9)     | 15.0 (59.0)     | 15.7 (60.3)     | 10.6 (51.1)     | 4.0 (39.2)      | −1.9 (28.6)     | −9.9 (14.2)     | 0.9 (33.7)      |
| 역대 최저 기온 °C (°F)                                       | −35.1 (−31.2)   | −34.2 (−29.6)   | −28.9 (−20.0)   | −13.0 (8.6)     | −5.0 (23.0)     | 0.4 (32.7)      | 4.6 (40.3)      | 4.5 (40.1)      | 0.2 (32.4)      | −6.4 (20.5)     | −20.4 (−4.7)    | −29.0 (−20.2)   | −35.1 (−31.2)   |
| 평균 강수량 mm (인치)                                        | 64.2 (2.53)     | 49.2 (1.94)     | 52.2 (2.06)     | 46.7 (1.84)     | 62.9 (2.48)     | 66.3 (2.61)     | 130.5 (5.14)    | 152.3 (6.00)    | 148.8 (5.86)    | 116.0 (4.57)    | 125.7 (4.95)    | 102.3 (4.03)    | 1,117.6 (44.00) |
| 평균 강우일수                                                | 17.4            | 14.6            | 14.7            | 10.8            | 10.7            | 10.0            | 11.7            | 12.3            | 13.9            | 15.8            | 19.7            | 21.5            | 173.1           |
| 평균 월간 일조시간                                           | 47.6            | 75.0            | 117.2           | 159.3           | 189.8           | 168.4           | 162.6           | 152.2           | 147.2           | 114.6           | 48.0            | 31.8            | 1,410.1         |
| 출처: 일본 기상청 (평년값: 1991년~2020년, 극값: 1976년~현재) |                 |                 |                 |                 |                 |                 |                 |                 |                 |                 |                 |                 |                 |

## 자매 도시
- 일본 아이치현 미요시시(2000년 10월 6일)
- 오스트레일리아 뉴사우스웨일스주 골번(1999년 7월 3일)